# 즈베즈다 프리르티시야

즈베즈다 프리르티시야(러시아어: Звезда Прииртышья)는 1918년 4월에 제도적인 카자흐스탄의 지역적, 정치사회적인 일간신문이다. 소련시절에 반복적으로 자기 제목을 바꿨다. 카자흐 소비에트 사회주의 공화국 파블로다르 주의 주요한 인쇄발행물중의 하나로써였다. 그런데 독립획득이후에 카자흐스탄에 의해 파블로다르 주의 신문이다. 신문의 첫제목으로써 «Объединение»라는 제목이었다.

## 참고 문헌
1. 1 2 3  “«Звезда Прииртышья»:О газете” (러시아어). «Звезда Прииртышья». 2009년 2월 5일에 원본 문서에서 보존된 문서. 2010년 3월 9일에 확인함.